# Alles te verliezen
Alles te verliezen is een thriller van de Nederlandse thrillerauteur Esther Verhoef. De hoofdstukken worden niet-chronologisch verteld, meestal door Claire en af en toe door Harald. Het boek start met een ontwerp voor een overlijdensadvertentie van de hoofdpersoon, Claire.

## Hoofdpersonen
- Claire van Santvoort-Andijk. Stijlvolle blonde moeder van 2 dochters van 7 en 5, Fleur en Charlotte.  Ze is ik-persoon van de hoofdstukken met als naam een getal in cijfers.

- Harald G. van Santfoort. Makelaar door erfopvolging in een Brabants vestingstadje aan de rivier de Maas. Na de dood van zijn vader bleef hij als wees verweesd achter. Werd opgelapt en weer in het zadel geholpen door Claire, die hem twee blonde dochters schonk. Ze wonen in het ouderlijk huis op een eiland in het stroomgebied van de rivier. Hij is ik-persoon van de hoofdstukken met als naam een getal in letters.

- Marian Andijk-Rutgers. Weduwe woonachtig in Rotterdam. Moeder van Claire, haar enig kind. Claire&Harald zijn bezig een mantelzorghuisje voor haar op hun landgoed te bouwen.

- Marius. Oude vlam van Claire in de tijd toen zij nog werkzaam was in een bordeel tussen haar 18e en 24e. Verdween uit beeld toen Noorwegen hem 10 jaar in de gevangenis opsloot wegens drugshandel.

- Chris Koope. Handlanger van Marius. Had toen en nu een oogje op de bevallige Claire, de geliefde van zijn baas. Wordt slachtoffer van een liquidatie.

## Verhaal
Terwijl Claire haar leven met twee prachtige dochters en een gerespecteerd echtgenoot keurig op de rails heeft, lijdt Harald heimelijk onder financiële zorgen. Het gaat niet goed in het onroerend goed en hij heeft het gerenommeerde familiemakelaarskantoor moeten afslanken. 
Chris komt Claire sommeren contact op te nemen met de vrijgekomen Marius. Om zijn woorden kracht bij te zetten slingert hij de zwangere kat Reddy door de schuur, waarbij naar later blijkt 3 jonge katjes in de baarmoeder sterven.
Claire neemt contact op met de vrijgelaten Marius en laat zich door hem verleiden en intens bevredigen. Marius trekt ook richting Harald en bedreigt zijn gezin omdat Claire hem nog circa 200.000 euro uit het guldentijdperk schuldig is. Tien jaar geleden blijkt Claire inderdaad dit geld te hebben geteld, omgewisseld en opgeborgen.
Harald is al bijna technisch failliet en heeft het geld niet. Claire neemt weer contact op met Marius en test of hij op haar of haar geld uit is. Als Marius zegt dat hij het laatste wil schiet ze hem dood. Terug thuis heeft Harald genoeg gehad aan een tip van Marius. Daarom eindigt het boek met een open eind dat op de eerste pagina al onmogelijk was geworden door de overlijdensadvertentie van Claire.

## Symboliek
Een van de duidelijkste symbolen is de totale toewijding van de mishandelde kat Reddy voor haar 2 kinderen, die parallel loopt met het vechten van Claire en ook Harald voor hun dochters.
Hoofdstukken beginnen soms met bouwkundige termen. Zo begint het hoofdstuk waarin Marius wordt doodgeschoten met "Schietlood".

## Best verkochte boeken 2008
Het boek eindigde op de 15e plaats van de best verkochte boeken uit 2008.